# Julie Aagaard
Julie Aagaard Poulsen (født 30. januar 1992 i Brønderslev) er en dansk tidligere håndboldspiller. Hun indstillede karrieren i 2020, efter at hun med EH Aalborg opnåede en ubesejret sæson i 1. division.